# Thursday October Christian
Thursday October Christian (také Friday October Christian, či Friday Fletcher October Christian; (7. října 1790 Pitcairn – 21. dubna 1831 Papeete) byl prvorozený syn vůdce vzpoury na HMAV Bounty Fletchera Christiana a tahitské princezny Maimiti. Thursday October Christian byl prvním člověkem narozeným na Pitcairnu po příchodu vzbouřenců z Bounty a později jedním z předních vůdců kolonie. Roku 1831 se Pitcairňané kvůli přelidnění přesunuli na Tahiti, kde jich však mnoho zemřelo na epidemii, včetně Thursdaye Octobera Christiana.

## Život před objevením ostrova
Bounty pod kontrolou vzbouřenců k neobydlenému Pitcairnovu ostrovu dorazila 15. ledna 1790 a 23. ledna vzbouřenci loď zapálili. S devíti britskými námořníky na ostrov přišlo i 12 tahitských žen a 6 tahitských mužů. Žena vůdce vzpoury Fletchera Christiana Maimiti (známá také pod anglickou přezdívkou Isabella) již na ostrov přišla těhotná. Thursday October se narodil 7. října 1790 a své neobvyklé jméno získal od Fletchera Christiana, který pro svého syna nechtěl žádné jméno, které by mu připomínalo Anglii; je možné, že inspirací mu mohla být postava Pátka z románu Daniela Defoa Robinson Crusoe. Thursday October Christian byl tak prvním člověkem, který se na ostrově narodil poté, co z ostrova zmizela původní polynéská populace v 15. století.
V roce 1805 se Thursday October Christian ve věku 16 let oženil s Teraurou, vdovou po Nedu Youngovi. Jako snubní prsteny byl použit prsten patřící Nedu Youngovi; ten byl ke sňatkům použit ještě mnohokrát, a proto se mu říká Pitcairnský snubní prsten (Pitcairn Wedding Ring; dnes umístěný v Norfolkském muzeu na Norfolku).

## Setkání s Brity
Když ráno 17. září 1814 k Pitcairnu připluly dvě britské fregaty Briton a Tagus, Thursday October Christian a George Young jim v kanoích vypluli vstříc. Oba uměli plynně anglicky a na palubě Britonu učinili na kapitána Thomase Stainese i jeho důstojníky velký dojem. Jejich vystupování pomohlo Brity přesvědčit, že John Adams, poslední žijící vzbouřenec z Bounty, na ostrově vybudoval civilizovanou společnost a že za vzpouru si již nezaslouží trest. Obě britské lodě se zdržely jen několik hodin a ještě před večerem odpluly; díky nim vznikl jediný dodnes zachovalý popis fyzického zjevu Thursdaye Octobera Christiana.
Kapitán Philip Pipon, velitel HMS Tagus Thursdaye Octobera Christiana popsal jako „asi pětadvacetiletého, vysokého pohledného muže, vysokého kolem šesti stop s dlouhými černými vlasy a neobyčejně otevřeným a zajímavým výrazem. Nenosil žádné oblečení až na kousek látky kolem klína a slaměného klobouku ozdobeného černými kohoutími, výjimečně i pavími péry, podobného, jaký nosili Španělé v Jižní Americe, akorát menší.“
Kapitán Pipon Thursdaye Octobera označuje jako „Fridaye Octobera Christiana“, neboť se zjistilo, že kalendář Pitcairňanů je o jeden den nazpátek; HMAV Bounty při své cestě na Pitcairn překročila mezinárodní datovou hranici, vzbouřenci tomu však svůj kalendář nepřizpůsobili. Thursday October se brzy navrátil ke svému původnímu jménu, avšak pozdější pitcairnské poštovní známky zobrazují jeho podobiznu se jménem Friday October Christian.

## Smrt na Tahiti
V roce 1831 Britové všech 87 Pitcairňanů evakuovali na Tahiti. Soužití Pitcairňanů s Tahiťany však bylo problematické; Pitcairňané vychovaní v anglickém puritánství si nezvykli na uvolněné mravy tahitských domorodců a rovněž postrádali imunitu proti místním chorobám. Horečnatá nemoc mezi březnem a listopadem 1831 zabila 16 Pitcairňanů, včetně Thursdaye Octobera Christiana (21. dubna 1831), který zemřel přesně měsíc po příjezdu na Tahiti, a jeho synů Charlese, Josepha Johna a dcery Polly.
Se smrtí Thursdaye Octobera Christiana přišli o nejstaršího a nejváženějšího člena komunity z první generace narozené na ostrově. V září 1831 se Pitcairňané vrátili na Pitcairnův ostrov.
Manželka Thursdaye Octobera Christiana Teraura jej přežila o 19 let. Christianův dům na Pitcairnově ostrově, postavený počátkem 19. století, byl dlouhou dobu nejstarší zachovalou stavbou na Pitcairnu a sloužil i jako turistická atrakce; v současnosti již nestojí.

## Potomci
Thursday October Christian měl s Teraurou 7 dětí:
- Joseph John Christian (1806 – 24. listopadu 1831)
- Charles Christian (leden 1808 – 25. června 1831)
- Mary Christian (1810 – 25. října 1852)
- Polly Christian (1814 – 16. května 1831)
- Arthur Christian (* 1815)
- Peggy Christian (1815 – 12. května 1884)
- Thursday October Christian II. (říjen 1820 – 27. května 1911)

## Odraz v literatuře
Život Thursdaye Octobera Christiana byl popsán například v dílech Roberta Michaela Ballantyna The Lonely Island a The Refuge of the Mutineers. Objevuje se také v románu Marka Twaina The Great Revolution in Pitcairn.